# 타이거 비트
타이거 비트(Tiger Beat)는 루퍼 컴퍼니에서 발행한 미국의 십대 팬 잡지로 주로 청소년 소녀들을 대상으로 판매되었다. 이 잡지는 2018년 12월까지 매장에서 판매된 종이판이 있었고, 그 후 2021년까지 온라인으로만 출판되었다.